# Språkrevitalisering
Språkrevitalisering är strävan att hindra ett språks tillbakagång, eller att återuppliva ett språk som inte längre har några modersmålstalare. Språkrevitalisering är ofta en del av en större strävan av minoriteter och ursprungsfolk att återfå politisk autonomi, markrättigheter eller en kulturell identitet, eftersom ett språks tillbakagång ofta är del av ett större förtryck som har inneburit ett fråntagande av rättigheter, traditionell mark, traditionellt levnadssätt och ett ofrivilligt införlivande i majoritetbefolkningens samhälle.
Målet med språkrevitalisering kan skilja sig mellan olika grupper. I vissa fall kan målet vara att språket ska få nya modersmålstalare, eller ska återgå till att vara huvudspråk inom gruppen, i vissa andra fall kan gruppen nöja sig med att utveckla läromedel eller lära ut några få ord till medlemmarna av gruppen.
Språkrevitalisering i praktiken kan innebära att de som önskar revitalisera sitt språk upprättar utbildning i språket, antingen i skolor eller på fritiden. Ett sätt är tvåspråkig undervisning eller språkbad vilket är effektivt för att utbilda nya modersmålstalare av språket, men det kan också involvera kurser i språket utanför skolan för antingen barn eller vuxna.
Ofta kombineras språkrevitalisering med språkdokumentation, det vill säga att de sista talarna av språket spelas in så att språket bevaras för eftervärlden och kan användas i revitaliseringsprocessen i framtiden. I många fall är dokumentation det enda som återstår av språket, så att revitaliseringen baseras på akademiska publikationer, fältanteckningar och inspelningar.
Ett exempel på språk som har genomgått revitalisering är hebreiska. Hebreiska var endast ett inlärt liturgiskt språk för att sedan revitaliseras för vardagsbruk i slutet av 1800-talet och hade 2020 över sex miljoner modersmålstalare. Den sista modersmålstalaren av korniska dog på 1800-talet, men språket började redan då revitaliseras och hade 600 andraspråkstalare år 2011.